# Haus Pommer

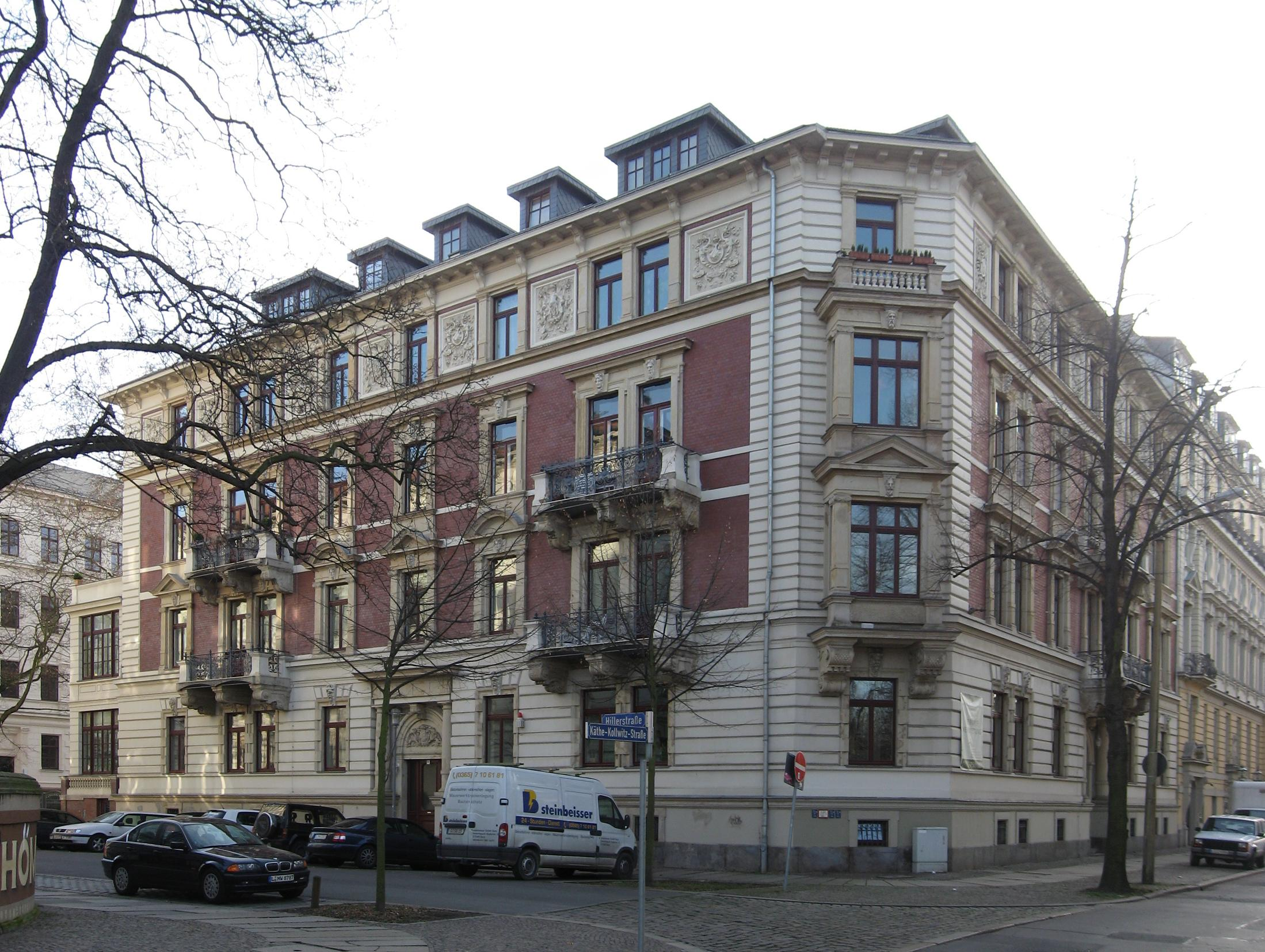
Haus Pommer (2008)

Das Haus Pommer (auch Wohnhaus Pommer) ist ein denkmalgeschütztes Wohn- und Ateliergebäude aus dem 19. Jahrhundert, das an der Ecke Hillerstraße 9 und Käthe-Kollwitz-Straße 69 im Leipziger Bachviertel gelegen ist. Es war der Stammsitz der Familie Pommer.

## Geschichte
Das Haus Pommer wurde 1885/86 nach Plänen des Leipziger Architekten Max Pommer in der Hillerstraße – gegenüber dem Thomasalumnat – und der damaligen Plagwitzer Straße (heute: Käthe-Kollwitz-Straße) errichtet. Die von Pommer selbst getragenen Baukosten für das dreistöckige Doppelmietshaus betrugen für 1 m² bebaute Fläche 330 Mark.
Hier war nach seiner Errichtung der Stammsitz der Familie Pommer. Bis 1993 befand sich das prächtige Gebäude dann auch in Familienbesitz. Daneben wurden im ausgehenden 19. Jahrhundert weitere Gebäude (Moschelestraße 4 und Hillerstraße 4) errichtet, die bisweilen jeweils als Wohnhaus Pommer bezeichnet werden. Das hiesige diente als privater Wohnort Pommers, bis 1890 als Büro und ab 1898 als Sitz seines Bauunternehmens Pommer Spezialbetonbau. Heute ist im Gebäude unter anderem eine Anwaltskanzlei ansässig.
1907 und 1935 ergänzten die Pommers das Gebäude. Von 1995 bis 1997 wurde die Fassade saniert. 2004 wurde das Gebäude zum Hof um Balkone ergänzt; bereits seit 2000 grenzt das Gebäude auch wieder direkt an das Gelände der Thomasschule zu Leipzig.

## Architektur

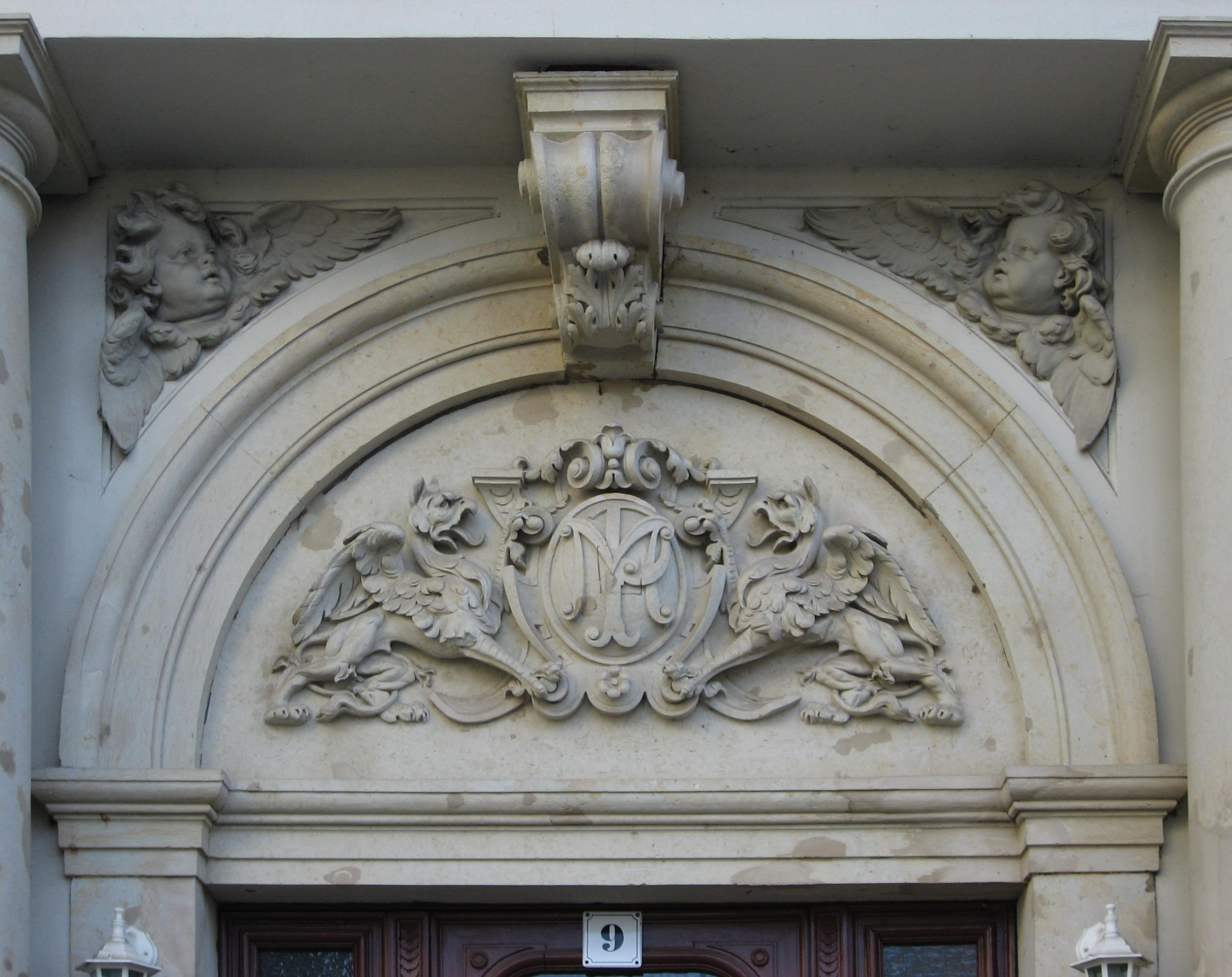
Monogramm von Max Pommer über dem Portal in der Hillerstraße

Das Gebäude hat eine Ziegelfassade und weist Werkstein- und Strukturelemente auf. Die zwei Portale sind durch dorische Säulen und Gebälk gekennzeichnet. Im untersten Obergeschoss sind im Fensterbereich Giebel zu sehen, außerdem wurden komfortable Balkonkonstruktionen angebracht. Das dritte Obergeschoss ist geprägt von kleinen Fenstern und Pilastern sowie geschmückten Tafeln (mit weiblichen Hermen, Füllhörnern und Zeichen aus der Architektur) unter dem Traufgesims. Zum Teil wurden dort bekannte Architektennamen aus der Geschichte verewigt, deren Schaffen möglicherweise als Vorlage diente: Iktinos, Kallikrates, Karl Friedrich Schinkel, Leo von Klenze, Gottfried Semper, Heinrich von Ferstel, Donato Bramante, Giacomo Barozzi da Vignola, Andrea Palladio, Michelangelo Buonarroti, Erwin von Steinbach und Johann Bernhard Fischer von Erlach. Das Doppelhaus ist weitestgehend voneinander getrennt, nur im Erdgeschoss sind die Eingänge der Hiller- und Käthe-Kollwitz-Straße miteinander verbunden.